# Krokeide
Krokeide (auch bekannt als Krokeidet) ist ein Tettsted im Stadtteil Fana in Bergen in Norwegen und bildet den südlichsten Punkt der Gemeinde Bergen. Der Ort hat 373 Einwohner (Stand: 1. Januar 2024).
Krokeide liegt auf einer nur zirka 170 Meter breiten Landenge (norwegisch: Eid) zwischen der Halbinsel Korsneset und dem Festland und wird vom Fanafjord im Norden und dem Lysefjord im Süden begrenzt, welcher auch gleichzeitig die Grenze zur Nachbargemeinde Bjørnafjorden bildet. In früheren Zeiten wurden Schiffe über die Landenge gezogen, um den Weg um Korsneset zu umgehen. Von Krokeide geht eine Fährverbindung nach Hufthamar auf der Insel Austevoll.
Der Ort entstand rund um den Hof Krokeide, der ursprünglich eine Domäne des Lyseklostergutes war, bis er in den 1870er Jahren in private Hände kam. Um 1900 betrieb die Stadt Bergen hier einen Steinbruch, in dem roter Granit für Mauern und Bordsteine abgebaut wurde.

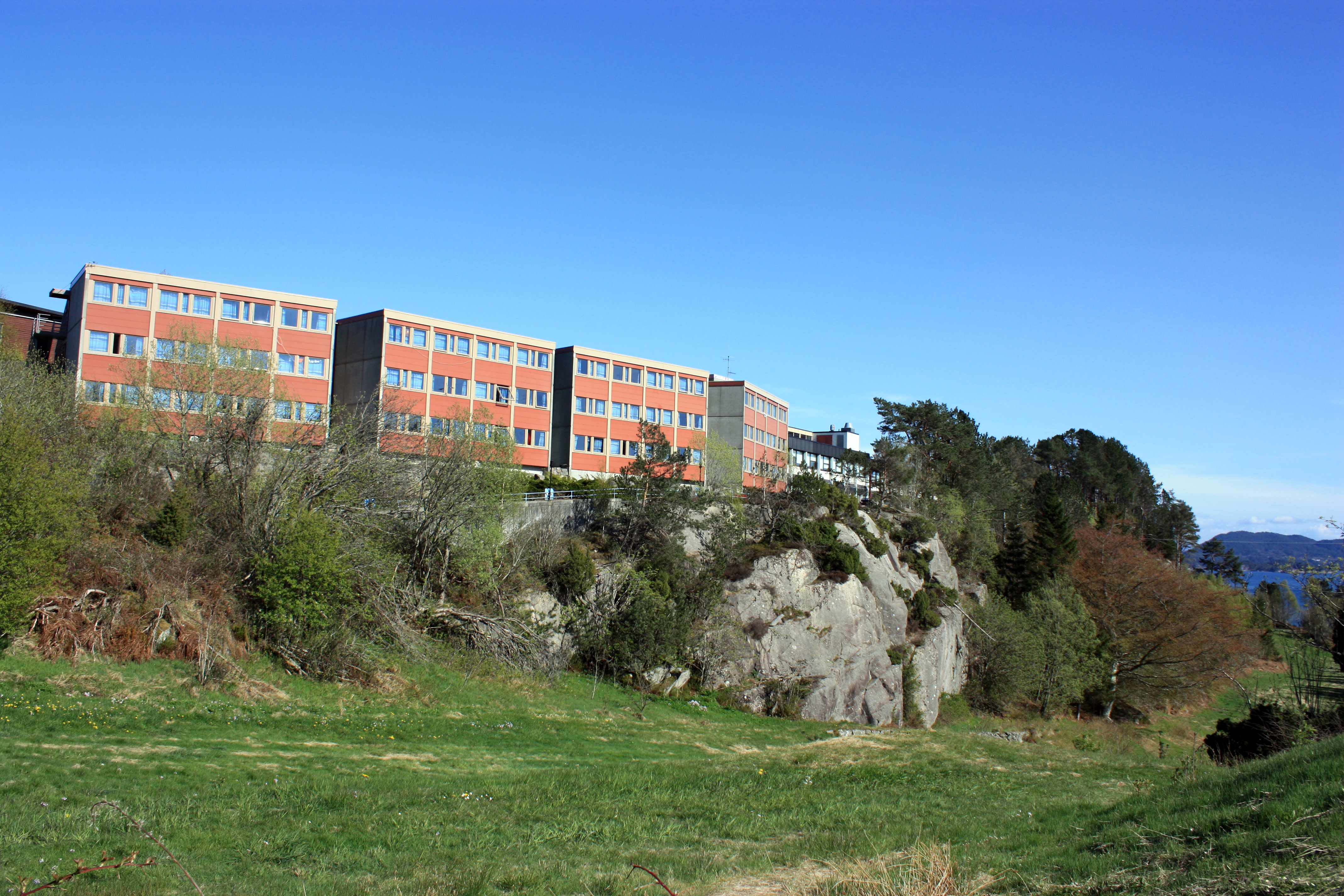
Krokeide videregående skole

Während des Zweiten Weltkrieges befand sich das Zentralkommando der deutschen Küstenartillerie in Krokeide. Die Gebäude wurden nach Kriegsende an die Interessenorganisation der Tuberkuloseinfizierten, Tuberkuløses Hjelpeorganisasjon verkauft, die 1946 eine Berufsschule für Tuberkulosekranke einrichtete. Diese bot Schülern der Oberstufe Ausbildungen in Holzschnitt, Tischlerei, Drechseln, Rosenmalerei und Möbeldekoration sowie Radiotechnik. Nachdem die Anzahl der Tuberkulosekranken in den 1960er Jahren zurückging, fing die Schule an, auch Schüler mit anderen Herz- und Lungenleiden aufzunehmen. Heute wird die Schule als Krokeide Videregående Skole von einer privaten Stiftung betrieben und ist auf Schüler mit geistigen und körperlichen Behinderungen spezialisiert und ist mit 187 Schülern die größte weiterführende Schule ihrer Art in Norwegen.
In Krokeide gibt es außerdem eine Grundschule mit 45 Schülern (2019/20).